# Reggimento Piemonte
Il Reggimento Piemonte era un'unità militare dell'esercito sabaudo, esistette nel Regio Esercito italiano fino al 1943 con il nome di 3º Reggimento fanteria "Piemonte".

## Uniforme
1730-1750:  L’uniforme è composta di un giustacorpo di panno grigio, con veste e calzoni grigi e paramani rossi. Ghette bianche per fuciliere, nere per granatieri. Sette bottoni su ogni lato del mantello, tre sui polsini. Tasche orizzontali. Tricorno bordato di pelle bianca, con coccarda blu scuro sulla falda sinistra e orlo bianco per fucilieri, cappello di pelle d'orso per granatieri. l’equipaggiamento è completato da una grenadière contenente le munizioni, fucile a pietra con baionetta a ghiera e sciabola.
1750-1773 (solo differenze principali rispetto al numero precedente): giustacorpo blu scuro con bavero e colletto rosso. Tricorno con pompon rosso e bianco sull'orlo destro. Cappello in pelle d'orso con coda rossa e pompon rosso-blu-giallo.